# リンダ・コズラウスキー
リンダ・コズラウスキー（Linda Kozlowski, 1958年1月7日 - ）は、アメリカの女優である。

## 経歴
コネチカット州フェアフィールド出身。ポーランド系。1981年にジュリアード学院を卒業した。
『クロコダイル・ダンディー』での共演がきっかけで、1990年に俳優のポール・ホーガンと結婚し、息子が一人いる。2014年、「和解しがたい不和」を理由にコズラウスキーの申し立てにより離婚。

## 主な出演作品
| 公開年 | 邦題 原題                                                        | 役名               | 備考 |
| ------ | ---------------------------------------------------------------- | ------------------ | ---- |
| 1986   | クロコダイル・ダンディー "Crocodile" Dundee                      | スー・チャールトン |      |
| 1988   | アーメン・ホラー・ショー ～霊感商法をぶっとばせ～ Pass the Ammo  | クレア             |      |
| 1988   | クロコダイル・ダンディー2 "Crocodile" Dundee II                  | スー・チャールトン |      |
| 1990   | Mr.エンジェル/神様の賭け Almost an Angel                         | ローズ             |      |
| 1993   | ザ・ネイバー 恐怖の館 The Neighbor                               | メアリー           |      |
| 1994   | B.S.J./バック・ストリート・ジャスティス Backstreet Justice       | ケリ・フィネガン   |      |
| 1995   | 光る眼 Village of the Damned                                     | ジル・アクゴワン   |      |
| 2001   | クロコダイル・ダンディー in L.A. Crocodile Dundee in Los Angeles | スー・チャールトン |      |